# 毛鞘線柱蘭
毛鞘線柱蘭（学名：Zeuxine tenuifolia）为蘭科線柱蘭屬下的一个种。

## 扩展阅读
- 維基物種上的相關：毛鞘線柱蘭